# Carl August Ehrensvärd (1892-1974)

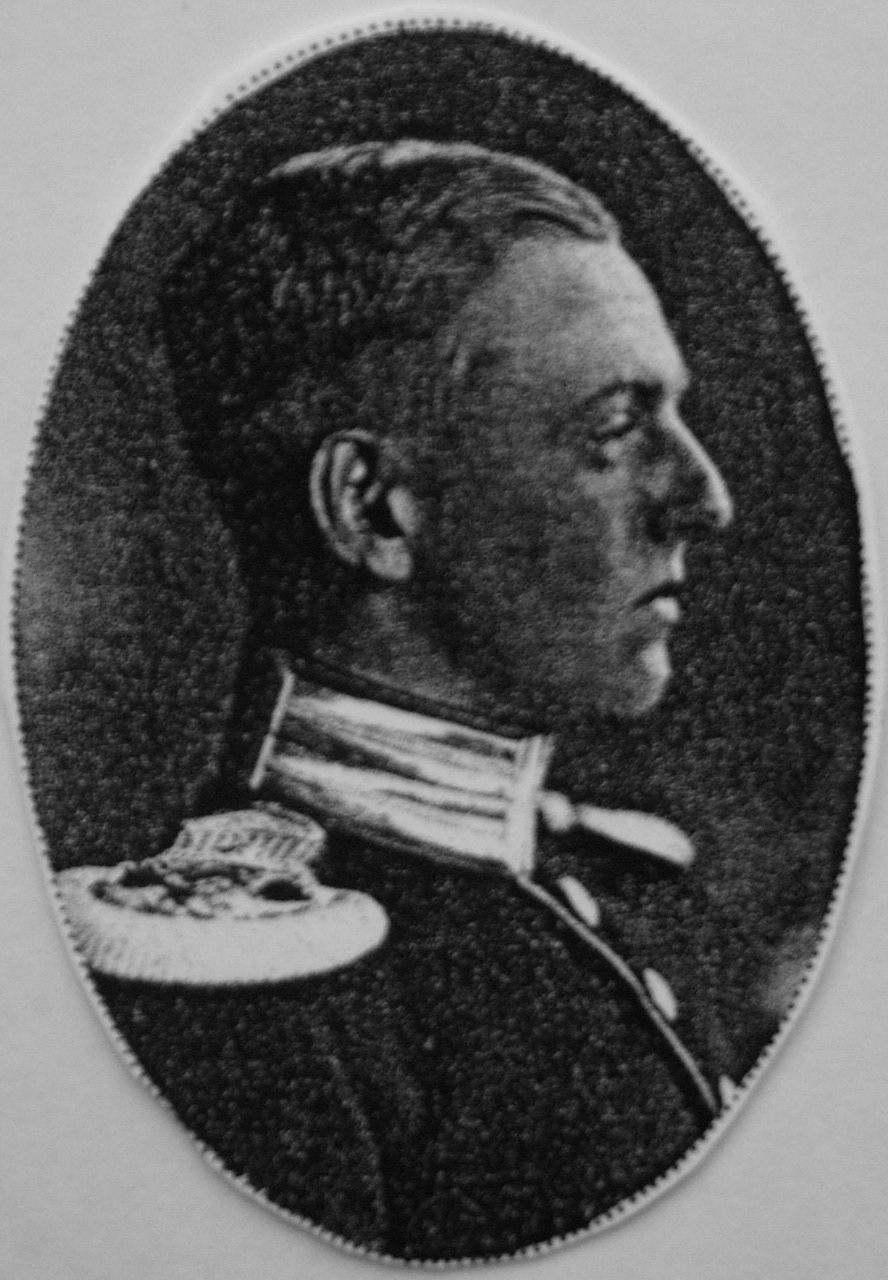
Carl August Ehrensvärd

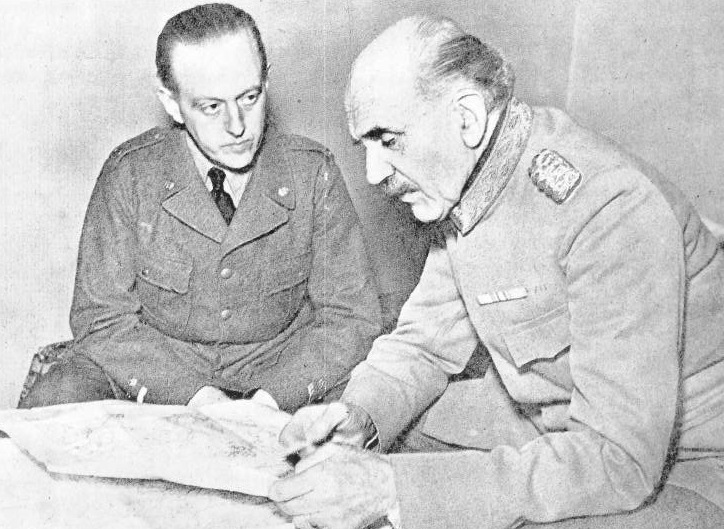
Ehrensvärd e Ernst Linder (1939-1940)

Il conte Carl August Ehrensvärd (Karlskrona, 3 agosto 1892 – Ystad, 24 aprile 1974) è stato un generale svedese.

## Biografia
Discendeva da un'antica famiglia nobile svedese, nota fin dal XIII secolo ed era figlio dell'ammiraglio conte Carl August Ehrensvärd (1858-1944) e della baronessina Lovisa Ulrika Tott. Tra i suoi avi erano presenti il conte Albert Ehrensvärd e il conte Augustin Ehrensvärd; suo fratello era Gösta Ehrensvärd (1885-1973).
Studiò all'accademia militare di Stoccolma dal 1911 e nel 1913 sostenne gli esami per divenire ufficiale, superandoli come migliore allievo dell'anno e divenne tenente nel più prestigioso reggimento svedese di fanteria: lo Svea livgarde. Nel 1918 ottenne assieme al generale Linder l'autorizzazione di comandare un gruppo di volontari svedesi per combattere accanto ai nazionalisti finlandesi e all'esercito bianco di Finlandia comandato dal barone Mannerheim contro i russi. 
Nel 1918 comandò la difesa delle isole Åland con il grado di maggiore dell'esercito finlandese; diresse poi le operazioni degli sciatori del contingente dei volontari finlandesi in Carelia, conseguendo importanti vittorie contro l'esercito sovietico; inoltre, quando l'avanzata russa verso l'interno della Finlandia si fece più incessante stabilì un sistema di resistenza intensa tra la popolazione che comprendeva anche l'arruolamento di ragazzi tra i tredici e i sedici anni ma infine riuscì a sconfiggere i sovietici. 
Durante la guerra d'inverno comandò un altro corpo di volontari finlandesi in Finlandia, distinguendosi nuovamente in varie azioni contro i russi; nel 1944 venne promosso maggior generale e quattro anni dopo tenente generale. Dal 1951 si ritirò in vita privata e si dedicò ad un'intensa attività editoriale; nel 1922 sposò la contessina Gisela von Bassewitz-Behr (1895-1946), figlia del conte Adolf von Bassewitz-Behr e di Dorothea Krell, dalla quale ebbe tre figli: Carl Gösta (1924-1996), Frederik Johan (1926) e Ulla (1929).

## Onorificenze
- Ordine della Spada
- Ordine della Stella Polare
- Ordine di Vasa
- Ordine di Carlo XIII
- Ordine della Croce della Libertà
- Ordine della Rosa Bianca
- Ordine del Leone di Finlandia
- Ordine Reale Norvegese di Sant'Olav
- Ordine del Falcone
- Ordine di San Stanislao